# Luigi I di Bar
Luigi I di Bar (Francia, 1370/1375 – Varennes-en-Argonne, 23 giugno 1430) è stato un vescovo cattolico francese pseudocardinale che fu Marchese di Pont-à-Mousson, dal 1415 al 1419 e duca di Bar dal 1415 alla morte.

## Origine
Edoardo, secondo l'estratto della Histoire Latine du Roy Charles VI, datato 1404 della Histoire généalogique de la maison royale de Dreux (Paris), Luxembourg, Preuves de l'histoire de la maison de Bar-le Duc era il figlio maschio quintogenito del marchese di Pont-à-Mousson e duca di Bar, Roberto I e della moglie, Marie di Valois, figlia di Giovanni II di Francia e di Bona di Lussemburgo, quindi sorella del re di Francia, Carlo V.
Roberto I di Bar, secondo l'estratto della corte del Parlamento, datato 1353 della Histoire généalogique de la maison royale de Dreux (Paris), Luxembourg, Preuves de l'histoire de la maison de Bar-le Duc era il figlio maschio primogenito del Conte di Bar, di Mousson, Enrico IV e della moglie, Yolanda di Dampierre, che era figlia di Roberto († 1331), signore di Marle e Cassel e di Giovanna di Bretagne; Yolanda era nipote di Roberto III, conte di Flandre, di Iolanda di Borgogna-Nevers, contessa di Nevers, e d'Arturo II, duca di Bretagna, et de Iolanda, contessa di Montfort.

## Biografia
Essendo il quinto figlio maschio fu destinato alla carriera ecclesiastica e divenne:
- Vescovo di Poitiers dal 1391 al 1395
- cardinale nel 1397
- Vescovo di Langres dal 1397 al 1413,
- Vescovo di Châlons dal 1413 al 1420,
- Amministratore apostolico di Verdun dal 1419 al 1423 e dal 1424 al 1430.

Tra il 1392 ed il 1397, morirono i suoi tre fratelli maggiori: prima Carlo, il terzogenito, che aveva fatto testamento nel 1386; poi Filippo il secondogenito, morto in prigione a seguito della Battaglia di Nicopoli; infine, Enrico il primogenito, morto a Treviso a seguito della Battaglia di Nicopoli.
Sua madre, Maria morì il 15 ottobre 1404, come da estratto della Histoire Latine du Roy Charles VI, datato 1404 della Histoire généalogique de la maison royale de Dreux (Paris), Luxembourg, Preuves de l'histoire de la maison de Bar-le Duc. Fu sepolta a Bar-le-Duc, nella chiesa di Saint-Maxe.
In Francia ebbe un ruolo importante nell'assassinio di Luigi di Valois, duca d'Orléans nel 1407.
Nel 1409 prese parte al Concilio di Pisa con Guy de Roye, arcivescovo di Reims, e con Pierre d'Ailly, vescovo di Cambrai. A Voltri, presso Genova, una lite fra i marescialli della città e l'arcivescovo di Reims degenerò dando origine a sommosse e Guy de Roye fu ucciso dalla folla, mentre mancò poco che la stessa sorte accadesse a Luigi di Bar. Giunto a Pisa i cardinali, tra i quali anche Luigi I di Bar, dichiararono decaduti l'antipapa Benedetto XIII di Avignone e papa Gregorio XII di Roma ed elessero al soglio pontificio l'antipapa Alessandro V.
Suo padre, Roberto morì il 12 aprile 1411, e, suo fratello il quartogenito, Edoardo gli succedette in tutti i suoi titoli, come Edoardo III.
Quando gl'inglesi invasero il nord della Francia, suo fratello, Edoardo III, rispose all'appello del re e si schierò con la casa reale, partecipando alla battaglia di Azincourt del 24 ottobre 1415, dove perse la vita.

### Ducato di Bar
Alla morte di Edoardo III, Luigi ereditò il ducato di Bar, che tuttavia dovette difendere contro il cognato Adolfo, duca di Juliers e di Berg, marito di Yolanda la giovane (†1421), il quale sosteneva che Luigi, in quanto ecclesiastico, non poteva ereditare il titolo ed il ducato. Alla fine però la spuntò Luigi.
Nel 1419, per porre fine alle dispute fra i duchi di Bar e quelli di Lorena, che duravano da secoli, combinò il matrimonio del suo pronipote Renato d'Angiò con la figlia di Carlo II di Lorena (1364 – 1431), Isabella (1400- 1453), e secondo le Europäische Stammtafeln, vol I, 2228 (non consultate), con il trattato di Saint-Mihiel del 13 agosto, dichiarò suo erede per il ducato di Bar; in quella stessa data una lettera di Luigi confermava che, in quell'anno, il conte di Guisa, Renato d'Angiò, veniva investito del Marchesato di Pont-à-Mousson, oltre che essere l'erede di Luigi.
Luigi morì a Varennes-en-Argonne, il 23 giugno 1430 e fu tumulato a Verdun, nella Cattedrale e, nella contea di Bar gli succedette il nipote, Renato d'Angiò.

## Discendenza
Luigi non si sposò e di lui non si conosce alcune discendenza.

## Ascendenza
|                                  |                                |                                 | Genitori                                             |  |  | Nonni |  |  | Bisnonni                        |  |  | Trisnonni                       |  |
|                                  |                                |                                 |                                                      |  |  |       |  |  | 8. Édouard I, XIII conte di Bar |  |  | 16. Henri III, XII conte di Bar |  |
|                                  |                                |                                 |                                                      |  |  |       |  |  | 8. Édouard I, XIII conte di Bar |  |  | 16. Henri III, XII conte di Bar |  |
|                                  |                                | 17. Eleanor d'Inghilterra       |                                                      |  |  |       |  |  | 8. Édouard I, XIII conte di Bar |  |  |                                 |  |
| 4. Henri IV, XIV conte di Bar    |                                |                                 |                                                      |  |  |       |  |  | 8. Édouard I, XIII conte di Bar |  |  |                                 |  |
|                                  |                                | 9. Marie di Borgogna            | 18. Robert II, IX duca di Borgogna                   |  |  |       |  |  |                                 |  |  |                                 |  |
|                                  |                                | 9. Marie di Borgogna            | 18. Robert II, IX duca di Borgogna                   |  |  |       |  |  |                                 |  |  |                                 |  |
|                                  |                                | 9. Marie di Borgogna            | 19. Agnès di Francia                                 |  |  |       |  |  |                                 |  |  |                                 |  |
| 2. Robert I, I duca di Bar       |                                | 9. Marie di Borgogna            |                                                      |  |  |       |  |  |                                 |  |  |                                 |  |
|                                  |                                | 10. Robert, I signore di Cassel | 20. Robert III, XXIV conte di Fiandra                |  |  |       |  |  |                                 |  |  |                                 |  |
|                                  |                                | 10. Robert, I signore di Cassel | 20. Robert III, XXIV conte di Fiandra                |  |  |       |  |  |                                 |  |  |                                 |  |
|                                  |                                | 10. Robert, I signore di Cassel | 21. Yolande di Nevers                                |  |  |       |  |  |                                 |  |  |                                 |  |
| 5. Yolande, II signora di Cassel |                                | 10. Robert, I signore di Cassel |                                                      |  |  |       |  |  |                                 |  |  |                                 |  |
|                                  |                                | 11. Jeanne di Britannia         | 22. Arthur II, XXIX duca di Bretagna                 |  |  |       |  |  |                                 |  |  |                                 |  |
|                                  |                                | 11. Jeanne di Britannia         | 22. Arthur II, XXIX duca di Bretagna                 |  |  |       |  |  |                                 |  |  |                                 |  |
|                                  |                                | 11. Jeanne di Britannia         | 23. Yolande di Dreux                                 |  |  |       |  |  |                                 |  |  |                                 |  |
| 1. Louis I, III duca di Bar      |                                | 11. Jeanne di Britannia         |                                                      |  |  |       |  |  |                                 |  |  |                                 |  |
|                                  | 12. Philippe VI, re di Francia | 24. Charles, II conte di Valois |                                                      |  |  |       |  |  |                                 |  |  |                                 |  |
|                                  | 12. Philippe VI, re di Francia | 24. Charles, II conte di Valois |                                                      |  |  |       |  |  |                                 |  |  |                                 |  |
|                                  | 12. Philippe VI, re di Francia | 25. Marguerite d'Angiò          |                                                      |  |  |       |  |  |                                 |  |  |                                 |  |
| 6. Jean II, re di Francia        | 12. Philippe VI, re di Francia |                                 |                                                      |  |  |       |  |  |                                 |  |  |                                 |  |
|                                  |                                | 13. Jeanne di Borgogna          | 26. Robert II, IX duca di Borgogna (= 18)            |  |  |       |  |  |                                 |  |  |                                 |  |
|                                  |                                | 13. Jeanne di Borgogna          | 26. Robert II, IX duca di Borgogna (= 18)            |  |  |       |  |  |                                 |  |  |                                 |  |
|                                  |                                | 13. Jeanne di Borgogna          | 27. Agnès di Francia (= 19)                          |  |  |       |  |  |                                 |  |  |                                 |  |
| 3. Marie di Francia              |                                | 13. Jeanne di Borgogna          |                                                      |  |  |       |  |  |                                 |  |  |                                 |  |
|                                  |                                | 14. Johann, re di Boemia        | 28. Heinrich VII, imperatore del Sacro Romano Impero |  |  |       |  |  |                                 |  |  |                                 |  |
|                                  |                                | 14. Johann, re di Boemia        | 28. Heinrich VII, imperatore del Sacro Romano Impero |  |  |       |  |  |                                 |  |  |                                 |  |
|                                  |                                | 14. Johann, re di Boemia        | 29. Margaretha di Brabante                           |  |  |       |  |  |                                 |  |  |                                 |  |
| 7. Jutta "Bonne" di Lussemburgo  |                                | 14. Johann, re di Boemia        |                                                      |  |  |       |  |  |                                 |  |  |                                 |  |
|                                  |                                | 15. Eliška di Boemia            | 30. Václav II, re di Boemia e Polonia                |  |  |       |  |  |                                 |  |  |                                 |  |
|                                  |                                | 15. Eliška di Boemia            | 30. Václav II, re di Boemia e Polonia                |  |  |       |  |  |                                 |  |  |                                 |  |
|                                  |                                | 15. Eliška di Boemia            | 31. Guta d'Asburgo                                   |  |  |       |  |  |                                 |  |  |                                 |  |
|                                  |                                | 15. Eliška di Boemia            |                                                      |  |  |       |  |  |                                 |  |  |                                 |  |

### Fonti primarie
- (LA, FR)  Recueil des historiens des Gaules et de la France. Tome 21.
- (LA, FR)  HISTOIRE ECCLESIASTIQUE ET CIVILE DE LORRAINE, Volume 2.

### Letteratura storiografica
- Henry Pirenne, "I Paesi Bassi", cap. XII, vol. VII (L'autunno del Medioevo e la nascita del mondo moderno) della Storia del Mondo Medievale, 1999, pp. 411–444.
- (FR)  Histoire généalogique de la maison royale de Dreux (Paris), Luxembourg.
- (FR)  Delachenal, R. (1916) Chronique des règnes de Jean II et de Charles V, Tome II.
- Georges Poull, La Maison souveraine et ducale de Bar, Presse Universitaire de Nancy, Nancy, 1994, ISBN 2-86480-831-5
- (DE) Ludwig Herzog von Bar (1415-1430), su genealogie-mittelalter.de. URL consultato il 14 settembre 2009 (archiviato dall'url originale il 9 febbraio 2008).
- (EN) Salvador Miranda, BAR, Louis de, su fiu.edu – The Cardinals of the Holy Roman Church, Florida International University.